# Becket Szent Tamás-kápolna
A római katolikus Becket Szent Tamás Kápolna Esztergom Szenttamás városrészében, a Szent Tamás-hegy tetején áll, ahova barokk stílusú kálvária vezet.

## Története

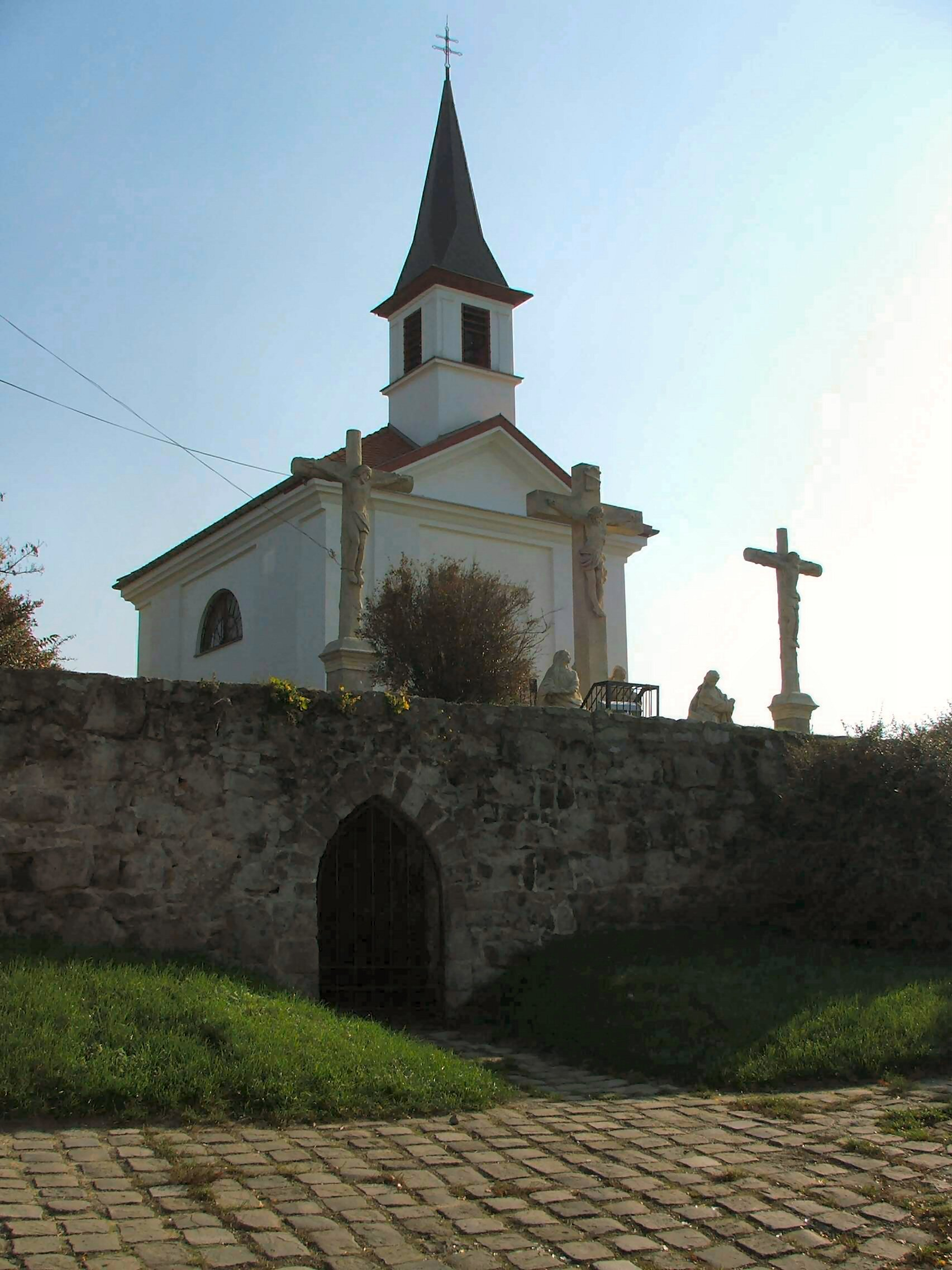
Szenttamási kápolna, 2005

A mai kápolnától nem messze álló eredeti templomot Bánfi Lukács esztergomi érsek (egyes források szerint utódja, Jób érsek) építette Becket Szent Tamás tiszteletére, akivel Párizsban tanult együtt. Erről a templomról, és a körülötte elterülő prépostságról kapta nevét a hegy is. Valószínűleg a mai Lépcső utca felső részénél állhatott, de a török háborúkban teljesen elpusztult. Helyére a törökök erődöt építettek Depedelen néven. A barokk stílusú kálváriát 1781-ben készítették, a klasszicista stílusú kálvária kápolnát pedig 1823-ban építtette Benyovszky János címzetes püspök a Fájdalmas Szűz tiszteletére. Itt helyezték el Becket Szent Tamás ereklyéjét, amik 1538-ban kerültek Esztergomba. 1977-ben magyar és angol nyelvű emléktábláját avattak neki. Lékai László kezdeményezésére, Becket Tamásra emlékezve minden évben gyertyát gyújtanak a szent ereklyéje előtt.

## Leírása
Az épület falpilléres, háromszögletű boltozattal, kis homlokzati toronnyal, ami az oromzat mögött helyezkedik el. Téglalap alaprajzú, alapterülete 41 m². A kápolna előtt álló – Szűz Máriát, Szent Jánost, Mária Magdolnát ábrázoló – kálvária szoborcsoportot 1781-ben készítették. A szobrok eredetileg a Várhegyen álltak a Főszékesegyház közelében, innen kerültek mai helyükre 1823-ban. Ezeket 1838-ban Jordánszky Elek kanonok, a Jordánszky-kódex felfedezője a két lator szobrával egészíttette ki. A szobrok 2000–2001-ben lettek felújítva. A berendezés a 20. század végéről származik. A stációk díszkivilágítást kaptak.

## Külső hivatkozások
- A Szenttamási Kálvária és a Fájdalmas Szűz kápolna a templom.hu-n
- A kápolna és az ottani Becket Szent Tamás ereklyék története